# 東北角暨宜蘭海岸國家風景區
東北角及宜蘭海岸國家風景區（原名東北角海岸國家風景區）是位於台灣東北部地區的國家級風景特定區，北起新北市瑞芳區南雅里，南至宜蘭縣蘇澳鎮內埤海灘南方岬角，以特殊地質景觀及漁村風景為特色。其涵蓋新北市的瑞芳區與貢寮區，以及宜蘭縣的頭城鎮、壯圍鄉、五結鄉與蘇澳鎮等行政區。

## 歷史
交通部觀光局於1979年12月委請國立政治大學完成「東北角海岸風景特定區規劃研究報告」，並由臺灣省政府住宅及都市發展局擬訂「東北角海岸風景特定區計畫」，按照《都市計畫法》程序於1982年2月報奉行政院核定公告實施，成立風景區。
1984年6月1日「東北角海岸風景特定區管理處」成立，1995年7月1日改制為「東北角海岸國家風景區管理處」，設址於新北市貢寮區福隆里興隆街36號、福隆海水浴場旁。
2007年12月17日，東北角海岸國家風景區的涵蓋範圍正式自宜蘭縣頭城鎮北港口向南延伸，納入省道台2線以東的宜蘭縣海岸地區，並更名為「東北角暨宜蘭海岸國家風景區」。

## 經營管理
管理處負責多項業務，例如風景區維護與巡邏等。
受理申請方面包括：
- 龜山島登島線上申請
- 龍洞遊艇港遊樂船舶出入港線上申請。
- 線上申請觀賞多媒體影片
- 龜山島導覽申請
- 觀光資源之調查及規劃事項

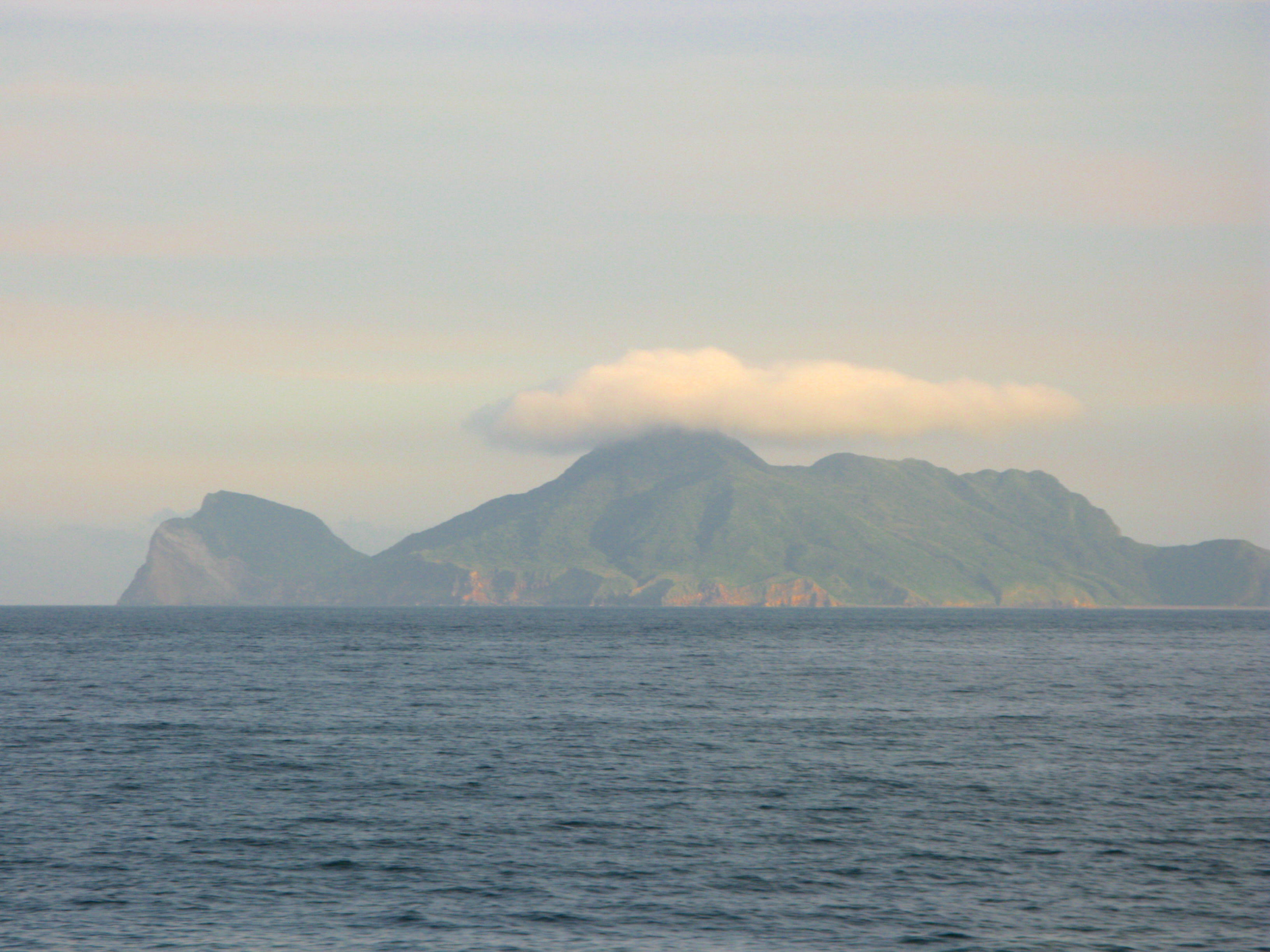
眺望龜山島

- 民間投資經營觀光遊樂與住宿設施之推動及審查事項
- 各項遊憩據點、公共設施之美化及維護事項
- 駐衛警察隊之聯繫、協調事項

## 景點
- 鹽寮海濱公園
- 鼻頭角
- 龍洞
- 金沙灣
- 福隆海水浴場
- 福隆東興宮
- 石城一帶磯釣場
- 草嶺古道
- 舊草嶺隧道
- 蜜月灣
- 龜山島
- 北關海潮公園
- 無尾港水鳥保護區
- 南雅奇岩

## 外部連結
- 東北角及宜蘭海岸國家風景區-福隆遊客中心 交通部觀光署 （页面存档备份，存于）
- 東北角及宜蘭海岸國家風景區-大里遊客中心 交通部觀光署 （页面存档备份，存于）
- 壯圍沙丘旅遊服務園區  交通部觀光署 （页面存档备份，存于）
- 南方澳  交通部觀光署 （页面存档备份，存于）
- 東北角及宜蘭海岸國家風景區  新北市觀光旅遊網 （页面存档备份，存于）
- 東北角及宜蘭海岸國家風景區管理處 （页面存档备份，存于）